# 関口宏の東京フレンドパーク ドラマ大集合SP!!
『関口宏の東京フレンドパーク ドラマ大集合SP!!』（せきぐちひろしのとうきょうフレンドパーク ドラマだいしゅうごうスペシャル）とは、TBS系列で2017年1月9日から2021年1月3日まで冬と夏の年2回（2019年は秋を含めて年3回、2020年・2021年は冬のみの年1回）放送されていた特別番組・ゲームバラエティ番組。総合司会は関口宏（支配人）と渡辺正行（副支配人）で、関口の冠番組でもある。

## 概要
2011年3月28日を最後に6年間「休園」となっていた『関口宏の東京フレンドパークII』を約5年9か月間の休止期間を挟んだ上で当番組にリニューアルされた。春と秋恒例の『オールスター感謝祭』（以下、感謝祭）と並ぶTBSの名物特番にするべく、2017年冬に日曜劇場『A LIFE〜愛しき人〜』、火曜ドラマ『カルテット』、金曜ドラマ『下剋上受験』の出演者4人ずつを集めて復活開催した。
以来、主に1月と7月に始まる「日曜劇場」「火曜ドラマ」「金曜ドラマ」の出演者が一堂に会し、番組対抗形式で対戦する番組として年に1-3回放送されていた。その関係上、来園者の大半が俳優・女優となっていた。
TBSは「オールスター感謝祭と並ぶ名物番組」を目指しており、渡辺もライフワークとしていた。
2017夏のプロデューサー・金原はかつて番組のADを務めていて「出演者や先輩スタッフが作り上げてきた内容はなるべく変えたくない。それは、ゲームの装置一つとっても、驚くほど完成度が高いからです。」と語った。
2019・2020元日には、新ドラマのみならずレギュラー放送されているバラエティ番組の出演者も来園し、ドラマチーム対バラエティ番組チームの対抗形式で放送された。
2019秋には、秋の改編期特番である『感謝祭』が通常通り放送された後に本番組も放送された。
2020夏の放送は、新型コロナウイルス感染拡大の影響で夏ドラマが9月に延期されたため、同春の『感謝祭』共々行われなかった。
2021新春には、新型コロナウイルス感染予防対策を行ったうえで放送された。コロナの影響のみならず、視聴率低迷や支配人・関口の高齢や従業員・ホンジャマカが実質休業、そして小林豊のメディアビジネス局異動によるアナウンサー廃業などもあり、この回をもって事実上終了。そして『クイズ100人に聞きました』以来43年間続いてきた、TBSにおける関口司会のバラエティ番組も終了した。以降同趣旨の番組として、2022年新春は1月14日に『オオカミ少年』の2時間SPが、2024年新春は1月9日に『バナナサンド』の3時間SPがそれぞれ放送された。1月7日も「オールスタードッキリ祭」も放送された。2024年8月からは『それSnow Manにやらせて下さい』の特番として『それSnow Manにやらせて下さい×東京フレンドパーク』が不定期で放送されている。

## レギュラー放送時代との相違点
基本的にルールはレギュラー放送時代の通常営業時と共通だが、ルール以外も含めて以下の点が異なる。
- 冬は1月、夏は7月、秋は10月スタートの日曜劇場・火曜ドラマ・金曜ドラマの出演者各3 - 5人が「来園」する番組対抗戦[注 3]。応援団長はすべてのアトラクションで不参加。
- 金貨デザインは、「II」の部分がなくなって、1992年10月から1993年9月まで使用したムーブ時代の金貨を再現し、使用している。
- プレーする順番は、基本的にウォールクラッシュが、日曜→火曜→金曜の順で行いネヴァーワイプアウトからは金貨の枚数が多いチームから行い、アーケード6とホンジャマカとの最終対決ハイパーホッケーのみ金貨の枚数が少ないチームから行う。ハイパーホッケーでホンジャマカに勝利すると金貨が2枚もらえる。
- 各チームが各アトラクションに挑戦出来る回数やノルマは、レギュラー時代よりも短縮・減少された。
- 来園者はドラマの紹介VTRが流れた後、ジェットコースターではなく客席中央のゲートから入場する[注 4]
- 従業員・フランキー為谷が出演しない。
- 番組のマスコットキャラクター・ザウルス君の着ぐるみは登場しない。
- 全てのゲームをクリアした際に、レギュラー時代ではグランドスラムを獲得できていたが、本特番では何も特典が無い。
- ビッグチャレンジに挑戦できるのは獲得した金貨の枚数が最も多かった（優勝した）チームのみ（この際に副支配人の渡辺が「さあ優勝しました○○ドラマ（日曜劇場）、○○チームの皆さんにはビッグチャレンジに挑戦して貰います。運がよければ、こちらを差し上げます」言うようになる）。盤面はあらかじめ全チームに専用のものが用意され、従業員が優勝チームの盤面をセットしてスタートする。各盤面には相手チームのゾーンも用意されており、このゾーンに当てた場合、1回につき1人、該当チームのメンバーのリクエスト商品を獲得できる。
- ハイパーホッケーでホンジャマカが登場するときは「過去対戦成績」と表示されていたが「通算成績」に代わっている。ゴールの広さは同じ、女性ペアの場合はホンジャマカを1人にすることが出来るが、合計2点までというルールになっている[注 5]（チーム全員が女性の場合は除く）。
- ハイパーホッケー終了時点でトップの金貨の枚数が同じ場合は、チーム同士の直接対決による3点先取の同点決勝を実施する（以下「延長戦」と表記）。
- ビッグチャレンジのスペシャル賞品は自動車（パジェロなど）から、旅行券（箱根や日光、地中海など）に変更[注 6]。
- 視聴者向けのプレゼントは廃止。このため、旅行券を当てた場合はかつて視聴者向けのスペシャル賞品だった「全部」のゾーンが出現し、このゾーンに当てるとチームはメンバーのリクエスト商品全てを獲得できる。なお、2021年元日はコロナの影響でスペシャル賞品の旅行がなかったため、最初から「全部」ゾーンになっていた。
- 支配人・副支配人のジャケットは冬・秋は赤、夏はピンクとなった。またホンジャマカなどの従業員は冬・夏・秋では白で統一されている。

## 放送リスト・正式タイトル
| 回            | 放送年 | 季節 | 放送日  | 放送時間                | タイトル                                                                                                 | 備考             |
| ------------- | ------ | ---- | ------- | ----------------------- | --- | ---------------- |
| 1 (通算830回) | 2017年 | 新春 | 1月9日  | 19:00 - 20:57 （117分） | 関口宏の東京フレンドパーク20×× 新春/7月ドラマ大集合SP!!                                                  |                  |
| 2 (通算831回) | 2017年 | 夏   | 7月3日  | 19:00 - 21:50 （170分） | 関口宏の東京フレンドパーク20×× 新春/7月ドラマ大集合SP!!                                                  |                  |
| 3 (通算832回) | 2018年 | 新春 | 1月8日  | 19:00 - 21:00 （120分） | 関口宏の東京フレンドパーク20×× 新春/7月ドラマ大集合SP!!                                                  |                  |
| 4 (通算833回) | 2018年 | 夏   | 7月2日  | 19:00 - 22:00 （180分） | 関口宏の東京フレンドパーク20×× 新春/7月ドラマ大集合SP!!                                                  |                  |
| 5 (通算834回) | 2019年 | 元日 | 1月1日  | 18:00 - 21:00 （180分） | 関口宏の東京フレンドパーク2019 元日から大激突!! 新春ドラマVSバラエティ 番組の顔大集合SP!!                |                  |
| 6 (通算835回) | 2019年 | 夏   | 7月1日  | 20:00 - 22:57 （177分） | 関口宏の東京フレンドパーク2019 7月/10月ドラマ大集合SP!!                                                  |                  |
| 7 (通算836回) | 2019年 | 秋   | 10月6日 | 18:30 - 20:57 （147分） | 関口宏の東京フレンドパーク2019 7月/10月ドラマ大集合SP!!                                                  |                  |
| 8 (通算837回) | 2020年 | 元日 | 1月1日  | 18:00 - 21:00 （180分） | 関口宏の東京フレンドパーク2020 ドラマVSバラエティ 豪華俳優陣&バラエティの顔大集合 元日からガチバトルSP!! |                  |
| 9 (通算838回) | 2021年 | 新春 | 1月3日  | 18:00 - 21:00 （180分） | 関口宏の東京フレンドパーク2021 新春3ドラマ超豪華俳優大集結SP!!                                           | 不定期特番最終回 |

## 2017新春
新春2017年1月9日19:00 - 20:57(JST)に『関口宏の東京フレンドパーク2017 新春ドラマ大集合SP!!』として、「関口宏の東京フレンドパークII」の放送終了以来6年振りに開園。TBS系列にて2017年1月期に放送開始となる新ドラマの対抗戦として放送された。
スタジオセットや装飾、テロップデザインなどはレギュラー放送時代から一新された一方、出演者の発言をなぞるようなテロップは使用されず、ビッグチャレンジで過去に大ハズレを出した来園者の記録がダーツの背景セットに再現される・オープニングBGMが変更されずにレギュラー時代末期のもの（2005年10月〜2011年3月使用分）をそのまま流用するなど、かつてのレギュラー放送を踏襲する演出も存在した。
視聴率は13.4%（ビデオリサーチ調べ、関東地区・世帯・リアルタイム）。

### アトラクション
1. ウォールクラッシュ
2. ネヴァーワイプアウト
3. フラッシュザウルス
4. クイズ！ボディ&ブレイン
5. ハイパーホッケー（金貨2枚）

今回のホンジャマカのコスチュームは2017年酉年にちなんでニワトリ（恵）とヒヨコ（石塚）。
レギュラー放送時代の対抗戦とは異なり、各チームが交互にアトラクションに挑戦してクリアすると金貨1枚、最終アトラクションのハイパーホッケーで勝利すると金貨2枚獲得という通常営業に近い形式で行われ、最も金貨を獲得し優勝した1チームのみがビッグチャレンジに挑戦できる。
ビッグチャレンジでは優勝チームのリクエスト賞品のほかに、敗者チームの当たりゾーンおよびリクエスト賞品が用意され、的中した場合、当たったゾーンのチームに賞品が与えられる。スペシャル賞品は100人分の「箱根 仙石原プリンスホテル1泊2日（宴会付）」打ち上げ旅行。
この回と次の回（2017年の放送）のみ、ビッグチャレンジの賞品は出演者のみならずドラマ制作チーム全体に差し入れとして与えられる形となり、リクエスト賞品は豪華ケータリング支給、無料自販機の設置といった撮影現場への差し入れが主であった。
ルール及びそれぞれのアトラクションの詳細についてはこちらを参照。

### 来園者
名前が太字で表記されている人物は各ドラマの座長。チームのキャプテンも兼任。
| チーム                         | 名前         | 来園回数 | 備考 | 金貨        |
| ------------------------------ | ------------ | -------- | --- | ----------- |
| 日曜劇場「A LIFE〜愛しき人〜」 | 木村拓哉     | 3回目    | 前年末をもって解散したSMAPのメンバーで、同グループ解散後初のバラエティ番組出演。                                                                                       | 5枚（優勝） |
| 日曜劇場「A LIFE〜愛しき人〜」 | 竹内結子     | 初来園   | | 5枚（優勝） |
| 日曜劇場「A LIFE〜愛しき人〜」 | 松山ケンイチ | 初来園   | | 5枚（優勝） |
| 日曜劇場「A LIFE〜愛しき人〜」 | 木村文乃     | 初来園   | | 5枚（優勝） |
| 火曜ドラマ「カルテット」       | 松たか子     | 初来園   | | 3枚（3位）  |
| 火曜ドラマ「カルテット」       | 満島ひかり   | 初来園   | | 3枚（3位）  |
| 火曜ドラマ「カルテット」       | 高橋一生     | 初来園   | | 3枚（3位）  |
| 火曜ドラマ「カルテット」       | 松田龍平     | 初来園   | 足の捻挫のためアトラクションには参加できなかったが、第4アトラクション・クイズ!ボディ&ブレイン（クイズ解答のみ）と、 最終アトラクション・ハイパーホッケーには参加した。 | 3枚（3位）  |
| 金曜ドラマ「下剋上受験」       | 阿部サダヲ   | 4回目    | | 4枚（2位）  |
| 金曜ドラマ「下剋上受験」       | 深田恭子     | 2回目    | | 4枚（2位）  |
| 金曜ドラマ「下剋上受験」       | 要潤         | 3回目    | | 4枚（2位）  |
| 金曜ドラマ「下剋上受験」       | 小芝風花     | 初来園   | | 4枚（2位）  |
| 金曜ドラマ「下剋上受験」       | 山田美紅羽   | 初来園   | 応援のみとしての出演。 | 4枚（2位）  |

### 再放送
関東地区ほか一部地域では2017年2月5日（日曜日）の14:30 - 15:54（『スパニチ!!』枠）に再放送されたが、ドラマ関連のナレーションや放送時間のテロップを差し替え、一部アトラクションがダイジェスト版になるなどの再編集をして放送された。

## 2017夏
2017年7月3日19:00 - 21:50(JST)に『関口宏の東京フレンドパーク2017 7月ドラマ大集合SP!!』が、TBS系列にて放送される2017年7月期の新ドラマの対抗戦として放送された。
放送時間は、前回（2017新春）の2時間枠から約1時間拡大され、3時間枠へと変更された。
今回のビッグチャレンジのスペシャル賞品は100人分の「日光 鬼怒川温泉あさひ1泊2日（宴会付）」打ち上げ旅行。
視聴率は12.0%（ビデオリサーチ調べ、関東地区・世帯・リアルタイム）。

### アトラクション
1. ウォールクラッシュ
2. ネヴァーワイプアウト
3. デリソバエクストリーム
4. フール・オン・ザ・ヒル
5. フラッシュザウルス
6. クイズ！ボディ&ブレイン
7. ハイパーホッケー（金貨2枚）

今回のホンジャマカのコスチュームは7月にちなんで七夕伝説に登場する織姫（石塚）と彦星（恵）。

### 来園者
名前が太字の人物は各ドラマの座長。チームのキャプテンも兼任。
| チーム                         | 名前       | 来園回数 | 備考 | 金貨        |
| ------------------------------ | ---------- | -------- | --- | ----------- |
| 日曜劇場「ごめん、愛してる」   | 長瀬智也   | 5回目    | TOKIOのメンバー（当時）。                                                                                                | 8枚（優勝） |
| 日曜劇場「ごめん、愛してる」   | 吉岡里帆   | 初来園   | | 8枚（優勝） |
| 日曜劇場「ごめん、愛してる」   | 坂口健太郎 | 初来園   | | 8枚（優勝） |
| 日曜劇場「ごめん、愛してる」   | 大竹しのぶ | 初来園   | | 8枚（優勝） |
| 火曜ドラマ「カンナさーん!」    | 渡辺直美   | 初来園   | レギュラー放送時代の2009年8月6日放送分にて、唯一ウォールクラッシュの女性ゲストデモンストレーターとして番組出演経験あり。 | 6枚（2位）  |
| 火曜ドラマ「カンナさーん!」    | 要潤       | 4回目    | 2017新春にて金曜ドラマ「下剋上受験」チームの一員として来園（結果は金貨4枚で2位）。 大集合SPへの来園は今回が2回目。       | 6枚（2位）  |
| 火曜ドラマ「カンナさーん!」    | 工藤阿須加 | 初来園   | | 6枚（2位）  |
| 火曜ドラマ「カンナさーん!」    | 斉藤由貴   | 初来園   | | 6枚（2位）  |
| 金曜ドラマ「ハロー張りネズミ」 | 瑛太       | 初来園   | | 3枚（3位）  |
| 金曜ドラマ「ハロー張りネズミ」 | 深田恭子   | 3回目    | 2017新春にて金曜ドラマ「下剋上受験」チームの一員として来園（結果は金貨4枚で2位）。 大集合SPへの来園は今回が2回目。       | 3枚（3位）  |
| 金曜ドラマ「ハロー張りネズミ」 | 森田剛     | 4回目    | V6（当時）および同グループの年少者チーム・Coming Centuryのメンバー。                                                     | 3枚（3位）  |
| 金曜ドラマ「ハロー張りネズミ」 | 中岡創一   | 初来園   | お笑いコンビロッチのメンバー。                                                                                           | 3枚（3位）  |

## 2018新春
2018年1月8日19:00 - 21:00に『関口宏の東京フレンドパーク2018 新春ドラマ大集合SP!!』として放送。
放送時間は2時間枠に戻るも、『JNNフラッシュニュース』は内包されての放送となる。
今回のビッグチャレンジのスペシャル賞品は100人分の「箱根 湯元温泉天成園1泊2日」打ち上げ旅行。
今回からビッグチャレンジのリクエスト賞品がドラマ制作チームへの差し入れから、レギュラー放送時代と同じく個人への希望賞品へと変更された。なお、敗者チームの当たりゾーンに的中した場合、当たったゾーンのチームが個人への希望賞品を1つ選択できる。

### アトラクション
1. ウォールクラッシュ
2. ネヴァーワイプアウト
3. フラッシュザウルス
4. クイズ!ボディ＆ブレイン
5. ハイパーホッケー（金貨2枚）

今回のホンジャマカのコスチュームは西郷隆盛（恵）と2018年犬年にちなんで犬の銅像から出てくるパンダのシャンシャン（石塚）。

### 来園者
名前が太字の人物は各ドラマの座長。チームのキャプテンも兼任。
| チーム                                     | 名前       | 来園回数 | 備考                                                                                      | 金貨        |
| ------------------------------------------ | ---------- | -------- | ----------------------------------------------------------------------------------------- | ----------- |
| 日曜劇場「99.9-刑事専門弁護士- SEASON II」 | 松本潤     | 5回目    | 嵐のメンバー。                                                                            | 5枚（優勝） |
| 日曜劇場「99.9-刑事専門弁護士- SEASON II」 | 木村文乃   | 2回目    | 2017新春にて日曜劇場「A LIFE〜愛しき人〜」チームの一員として来園（結果は金貨5枚で優勝）。 | 5枚（優勝） |
| 日曜劇場「99.9-刑事専門弁護士- SEASON II」 | マギー     | 2回目    |                                                                                           | 5枚（優勝） |
| 日曜劇場「99.9-刑事専門弁護士- SEASON II」 | 藤本隆宏   | 初来園   |                                                                                           | 5枚（優勝） |
| 火曜ドラマ「きみが心に棲みついた」         | 吉岡里帆   | 2回目    | 2017夏にて日曜劇場「ごめん、愛してる」チームの一員として来園（結果は金貨8枚で優勝）。     | 3枚（2位）  |
| 火曜ドラマ「きみが心に棲みついた」         | 桐谷健太   | 4回目    |                                                                                           | 3枚（2位）  |
| 火曜ドラマ「きみが心に棲みついた」         | 瀬戸朝香   | 3回目    |                                                                                           | 3枚（2位）  |
| 火曜ドラマ「きみが心に棲みついた」         | 向井理     | 初来園   |                                                                                           | 3枚（2位）  |
| 金曜ドラマ「アンナチュラル」               | 石原さとみ | 2回目    |                                                                                           | 2枚（3位）  |
| 金曜ドラマ「アンナチュラル」               | 井浦新     | 初来園   |                                                                                           | 2枚（3位）  |
| 金曜ドラマ「アンナチュラル」               | 窪田正孝   | 初来園   | オールスター感謝祭で当番組のウォールクラッシュの企画に挑戦した経験を持つ。                | 2枚（3位）  |
| 金曜ドラマ「アンナチュラル」               | 松重豊     | 初来園   |                                                                                           | 2枚（3位）  |

## 2018夏
2018年7月2日19:00 - 22:00に『関口宏の東京フレンドパーク2018 7月ドラマ大集合SP!!』として放送。
前回同様『フラッシュニュース』は内包での放送だが、1年振りの3時間放送となる。
今回のビッグチャレンジのスペシャル賞品はチーム4人分の「世界最大の豪華客船『シンフォニー・オブ・ザ・シーズ』で行く地中海クルーズ10日間の旅」。松本穂香が7投中5投目で獲得し、残りの2投はスペシャル賞品がメンバーのリクエスト賞品全てを獲得できる「全部」（レギュラー時代の視聴者向けスペシャル賞品と同じ）に変更されたが2本ともたわしに当たった。

### アトラクション
1. ウォールクラッシュ
2. ネヴァーワイプアウト
3. デリソバエクストリーム
4. フール・オン・ザ・ヒル
5. クイズ！ボディ&ブレイン
6. フラッシュザウルス
7. ハイパーホッケー（金貨2枚）

今回のホンジャマカのコスチュームは2018年FIFAワールドカップにちなんで頭がサッカー場で胴体がサッカーボール（恵）とマトリョーシカ（石塚）。
今回の最終アトラクション・ハイパーホッケーでは、日曜劇場「この世界の片隅に」チームが第6アトラクション・フラッシュザウルスを1発でクリア、火曜ドラマ「義母と娘のブルース」チームが第2アトラクション・ネヴァーワイプアウトを4球中2球目でクリアしたため、それぞれのチームに1点が追加された状態からスタートするアドバンテージが適用された。

### 来園者
名前が太字の人物は各ドラマの座長。チームのキャプテンも兼任。なお、この回からキャプテンと来園回数がテロップで表記されるようになった。
| チーム                           | 名前       | 来園回数 | 備考                | 金貨        |
| -------------------------------- | ---------- | -------- | ------------------- | ----------- |
| 日曜劇場「この世界の片隅に」     | 松本穂香   | 初来園   |                     | 7枚（優勝） |
| 日曜劇場「この世界の片隅に」     | 松坂桃李   | 初来園   |                     | 7枚（優勝） |
| 日曜劇場「この世界の片隅に」     | 村上虹郎   | 初来園   |                     | 7枚（優勝） |
| 日曜劇場「この世界の片隅に」     | 二階堂ふみ | 初来園   |                     | 7枚（優勝） |
| 火曜ドラマ「義母と娘のブルース」 | 綾瀬はるか | 3回目    |                     | 5枚（3位）  |
| 火曜ドラマ「義母と娘のブルース」 | 竹野内豊   | 2回目    |                     | 5枚（3位）  |
| 火曜ドラマ「義母と娘のブルース」 | 佐藤健     | 7回目    |                     | 5枚（3位）  |
| 火曜ドラマ「義母と娘のブルース」 | 浅利陽介   | 初来園   |                     | 5枚（3位）  |
| 金曜ドラマ「チア☆ダン」          | 土屋太鳳   | 初来園   |                     | 6枚（2位）  |
| 金曜ドラマ「チア☆ダン」          | 石井杏奈   | 初来園   | E-girlsのメンバー。 | 6枚（2位）  |
| 金曜ドラマ「チア☆ダン」          | 佐久間由衣 | 初来園   |                     | 6枚（2位）  |
| 金曜ドラマ「チア☆ダン」          | 阿川佐和子 | 2回目    |                     | 6枚（2位）  |

## 2019元日
2019年1月1日18:00 - 21:00に『関口宏の東京フレンドパーク2019 元日から大激突!! 新春ドラマVSバラエティ 番組の顔大集合SP!!』として放送。特番時代で初の月曜日以外での放送、かつ元日の放送はレギュラー時代の2009年の「トップアスリート軍団4チーム対抗戦」以来10年ぶり。今回は形式が変更され、全ドラマから2人ずつの計6人で「ドラマチーム」として1つのチームを結成、人気バラエティ番組の出演者6人による「バラエティチーム」と対戦する2チーム対抗戦となり、前者に恵、後者に石塚が『応援団長』として参加。これが平成最後の放送となった。
視聴率は13.4%（ビデオリサーチ調べ、関東地区・世帯・リアルタイム）。
基本ルールは、これまでと同様に両チームがアトラクションに挑戦し、クリアすると金貨を獲得。全アトラクション終了時点で、獲得した金貨の枚数が多いチームが勝利。「ビッグチャレンジ」に挑戦できる。
今回のビッグチャレンジのスペシャル賞品は2018夏と同じくチーム全員分の地中海クルーズ10日間の旅。
データ放送でも「ビッグチャレンジ」で獲得した賞品が当たる企画も実施した。

### アトラクション
1. ウォールクラッシュ
2. ネヴァーワイプアウト
3. ストッパーキューブリッジ
4. フィジカルメール
5. チュチュバスターズ
6. デリソバエクストリーム
7. フラッシュザウルス
8. クイズ！ボディ&ブレイン
9. ハイパーホッケー（金貨2枚）

今回ホンジャマカのコスチュームは2019年亥年にちなんでイノシシ（恵）とウリ坊（石塚）。
最初はホンジャマカとの8点先取の対決だったが、両チーム共に敗戦、第8アトラクション・クイズ！ボディ&ブレイン終了時点で共に金貨6枚だったため、初の延長戦を実施。結果、3-1でドラマチームが勝利し金貨2枚を獲得した。

### 来園者
これまでの各ドラマの座長が担当するキャプテンの制度は両チームともに敷かれず。ただしドラマチームに関してはそれぞれの座長の名前を太字で表記する。
| チーム           | 出演番組                               | 名前       | 来園回数 | 備考 | 金貨        |
| ---------------- | -------------------------------------- | ---------- | -------- | --- | ----------- |
| ドラマチーム     | 日曜劇場「グッドワイフ」               | 常盤貴子   | 初来園   | | 8枚（勝利） |
| ドラマチーム     | 日曜劇場「グッドワイフ」               | 小泉孝太郎 | 2回目    | | 8枚（勝利） |
| ドラマチーム     | 火曜ドラマ「初めて恋をした日に読む話」 | 深田恭子   | 4回目    | 2017夏にて金曜ドラマ「ハロー張りネズミ」チームの一員として来園（結果は金貨3枚で3位）。 大集合SPへの来園は今回が3回目。    | 8枚（勝利） |
| ドラマチーム     | 火曜ドラマ「初めて恋をした日に読む話」 | 横浜流星   | 初来園   | | 8枚（勝利） |
| ドラマチーム     | 金曜ドラマ「メゾン・ド・ポリス」       | 高畑充希   | 初来園   | | 8枚（勝利） |
| ドラマチーム     | 金曜ドラマ「メゾン・ド・ポリス」       | 西島秀俊   | 初来園   | | 8枚（勝利） |
| バラエティチーム | 「坂上&指原のつぶれない店」            | 指原莉乃   | 初来園   | HKT48のメンバー（当時）。同グループ卒業発表後の来園。                                                                     | 6枚（敗北） |
| バラエティチーム | 「この差って何ですか?」                | 加藤浩次   | 3回目    | お笑いコンビ極楽とんぼのメンバー。                                                                                        | 6枚（敗北） |
| バラエティチーム | 「東大王」                             | ヒロミ     | 3回目    | お笑いトリオB-21スペシャルのメンバー                                                                                      | 6枚（敗北） |
| バラエティチーム | 「世界くらべてみたら」                 | 渡辺直美   | 2回目    | 2017夏にて火曜ドラマ「カンナさーん!」チームのキャプテンとして来園（結果は金貨6枚で2位）。 大集合SPへの来園は今回が2回目。 | 6枚（敗北） |
| バラエティチーム | 「炎の体育会TV」                       | 春日俊彰   | 4回目    | お笑いコンビオードリーのメンバー。                                                                                        | 6枚（敗北） |
| バラエティチーム | 「日立 世界・ふしぎ発見!」             | 草野仁     | 2回目    | | 6枚（敗北） |

## 2019夏
2019年7月1日20:00 - 22:57に『関口宏の東京フレンドパーク2019 7月ドラマ大集合SP!!』として放送。今回も前回同様、応援団長がいる。石塚は火曜ドラマ、恵は金曜ドラマ、小林は日曜劇場の応援団長を務めながら、実況・デモンストレーションも担当した。ビッグチャレンジのスペシャル賞品は、今回も豪華客船10日間の旅だった。
放送当日は、小林がアナウンス部からメディアビジネス局へ異動し、アナウンス業から引退した日であった。

### アトラクション
1. ウォールクラッシュ
2. ネヴァーワイプアウト
3. デリソバエクストリーム
4. フィジカルメール
5. フラッシュザウルス
6. チュチュバスターズ
7. アーケード6（ブローガンファイター、シュリケンアタック、ビンゴトルネード、ピザキャッチャー、バナナシューター、フライングバーガー）
8. ハイパーホッケー（金貨2枚）

ホンジャマカのコスチュームは元号が令和に変わったため、袴に令和の被り物で登場した（令が石塚、和が恵）。
3チームともハイパーホッケーで勝利したが、火曜ドラマ「Heaven?〜ご苦楽レストラン〜」チームと金曜ドラマ「凪のお暇」チームが第7アトラクション・アーケード6の終了時点で同点だったため、2019元日に引き続き延長戦を実施。結果3-2で「凪のお暇」チームが優勝した。

### 来園者
名前が太字の人物は各ドラマの座長。
| チーム                                    | 名前       | 来園回数 | 備考 | 金貨        |
| ----------------------------------------- | ---------- | -------- | --- | ----------- |
| 日曜劇場「ノーサイド・ゲーム」            | 大泉洋     | 初来園   | TEAM NACSのメンバー。 | 7枚（3位）  |
| 日曜劇場「ノーサイド・ゲーム」            | 松たか子   | 2回目    | 2017新春にて火曜ドラマ「カルテット」チームのキャプテンとして来園（結果は金貨3枚で3位）。 大集合SPへの来園は今回が2回目。     | 7枚（3位）  |
| 日曜劇場「ノーサイド・ゲーム」            | 高橋光臣   | 初来園   | | 7枚（3位）  |
| 火曜ドラマ「Heaven?〜ご苦楽レストラン〜」 | 石原さとみ | 3回目    | 2018新春にて金曜ドラマ「アンナチュラル」チームのキャプテンとして来園（結果は金貨2枚で3位）。 大集合SPへの来園は今回が2回目。 | 8枚（2位）  |
| 火曜ドラマ「Heaven?〜ご苦楽レストラン〜」 | 福士蒼汰   | 初来園   | | 8枚（2位）  |
| 火曜ドラマ「Heaven?〜ご苦楽レストラン〜」 | 志尊淳     | 初来園   | | 8枚（2位）  |
| 金曜ドラマ「凪のお暇」                    | 黒木華     | 初来園   | | 8枚（優勝） |
| 金曜ドラマ「凪のお暇」                    | 高橋一生   | 2回目    | 2017新春にて火曜ドラマ「カルテット」チームの一員として来園（結果は金貨3枚で3位）。 大集合SPへの来園は今回が2回目。           | 8枚（優勝） |
| 金曜ドラマ「凪のお暇」                    | 中村倫也   | 初来園   | | 8枚（優勝） |

## 2019秋
2019年10月6日（日）18:30 - 20:57に「関口宏の東京フレンドパーク2019  10月ドラマ大集合SP!!」として放送。恵は火曜ドラマ、石塚は金曜ドラマ、小林は日曜劇場の応援団長を務めながら、実況・デモンストレーションも担当。本特番ではレギュラー期を除き開始以来初めて秋の放送となった。この回からレギュラー放送時代から長らく放送されてきたオープニングでの番組ロゴの表示が廃止された。ビッグチャレンジのスペシャル賞品は、「豪華客船で行く地中海クルーズ一週 8日間の旅」だった。ダーツは8本中2本が負けた2チームの的に的中した。

### アトラクション
1. ウォールクラッシュ
2. ネヴァーワイプアウト
3. デリソバエクストリーム
4. フラッシュザウルス
5. チュチュバスターズ
6. アーケード6（ブローガンファイター、シュリケンアタック、ビンゴトルネード、ピザキャッチャー、バナナシューター、フライングバーガー）
7. ハイパーホッケー（金貨2枚）

今回のホンジャマのコスチュームは2019年のNBAドラフトで日本人史上初めて1巡目指名された八村塁の着ぐるみを着た恵と体の周りがバスケットボールで覆われている石塚。

### 来園者
名前が太字の人物は各ドラマの座長。
| チーム                              | 名前     | 来園回数 | 備考 | 金貨        |
| ----------------------------------- | -------- | -------- | --- | ----------- |
| 日曜劇場「グランメゾン東京」        | 木村拓哉 | 4回目    | 2017新春にて日曜劇場「A LIFE〜愛しき人〜」チームのキャプテンとして来園（結果は金貨5枚で優勝）。 大集合SPへの来園は今回が2回目。                               | 7枚（2位）  |
| 日曜劇場「グランメゾン東京」        | 鈴木京香 | 初来園   | | 7枚（2位）  |
| 日曜劇場「グランメゾン東京」        | 沢村一樹 | 6回目    | | 7枚（2位）  |
| 火曜ドラマ「G線上のあなたと私」     | 波瑠     | 初来園   | | 8枚（優勝） |
| 火曜ドラマ「G線上のあなたと私」     | 中川大志 | 初来園   | | 8枚（優勝） |
| 火曜ドラマ「G線上のあなたと私」     | 松下由樹 | 2回目    | レギュラー放送時代の1999年4月5日放送分で「グランメゾン東京」チームの沢村とペアを組み来園している。                                                            | 8枚（優勝） |
| 金曜ドラマ「4分間のマリーゴールド」 | 福士蒼汰 | 2回目    | 2019夏にて火曜ドラマ「Heaven?〜ご苦楽レストラン〜」チームの一員として来園（結果は金貨8枚で延長戦の末2位）。 大集合SPへの来園は今回が2回目。                   | 4枚（3位）  |
| 金曜ドラマ「4分間のマリーゴールド」 | 菜々緒   | 初来園   | | 4枚（3位）  |
| 金曜ドラマ「4分間のマリーゴールド」 | 横浜流星 | 2回目    | 2019元日にてドラマチームから火曜ドラマ「初めて恋をした日に読む話」の一員として来園（結果は金貨8枚でバラエティチームに勝利）。 大集合SPへの来園は今回が2回目。 | 4枚（3位）  |

## 2020元日
2020年1月1日（水）18:00 - 21:00に『関口宏の東京フレンドパーク2020 ドラマVSバラエティ 豪華俳優陣&バラエティの顔大集合 元日からガチバトルSP』として放送。対戦は第5回と同じ。この回から、番組ロゴのうち、レギュラー時代の1997年4月からセットで最初の使用を開始し翌1998年4月より正式に2代目ロゴとして20年以上使用してきた千の位の2の部分が『TFP2』を踏襲したものから、普通の数字の2に変更されている。ビッグチャレンジのスペシャル賞品は、前回と同じ「豪華客船で行く地中海クルーズ一週 8日間の旅」。

### アトラクション
1. ウォールクラッシュ
2. ネヴァーワイプアウト
3. ストッパーキューブリッジ
4. デリソバエクストリーム
5. フラッシュザウルス
6. チュチュバスターズ
7. フィジカルメール
8. アーケード8（ブローガンファイター、シュリケンアタック、ビンゴトルネード、ピザキャッチャー、バナナシューター、フライングバーガー、スーパーダンク1on1、カメレオンアーミー）
9. ハイパーホッケー（金貨2枚）

ホンジャマカのコスチュームは東京オリンピックにちなんで前年の干支・イノシシ（恵）から今年の干支ネズミ（石塚）へと聖火のバトンが渡るという演出で登場した。

### 来園者
ドラマチームに関してはそれぞれの座長の名前を太字で表記する。
| チーム           | 出演番組                                        | 名前       | 来園回数 | 備考 | 金貨        |
| ---------------- | ----------------------------------------------- | ---------- | -------- | --- | ----------- |
| ドラマチーム     | 日曜劇場「テセウスの船」                        | 竹内涼真   | 初来園   | | 9枚（勝利） |
| ドラマチーム     | 日曜劇場「テセウスの船」                        | 鈴木亮平   | 初来園   | | 9枚（勝利） |
| ドラマチーム     | 火曜ドラマ「恋はつづくよどこまでも」            | 上白石萌音 | 初来園   | | 9枚（勝利） |
| ドラマチーム     | 火曜ドラマ「恋はつづくよどこまでも」            | 佐藤健     | 8回目    | 2018夏にて火曜ドラマ「義母と娘のブルース」チームの一員として来園（結果は金貨5枚で3位）。 大集合SPへの来園は今回が2回目。       | 9枚（勝利） |
| ドラマチーム     | 金曜ドラマ「病室で念仏を唱えないでください」    | 伊藤英明   | 2回目    | | 9枚（勝利） |
| ドラマチーム     | 金曜ドラマ「病室で念仏を唱えないでください」    | ムロツヨシ | 初来園   | | 9枚（勝利） |
| ドラマチーム     | 「義母と娘のブルース 2020年謹賀新年スペシャル」 | 綾瀬はるか | 4回目    | 2018夏にて火曜ドラマ「義母と娘のブルース」チームのキャプテンとして来園（結果は金貨5枚で3位）。 大集合SPへの来園は今回が2回目。 | 9枚（勝利） |
| ドラマチーム     | 「義母と娘のブルース 2020年謹賀新年スペシャル」 | 上白石萌歌 | 初来園   | | 9枚（勝利） |
| バラエティチーム | 「東大王」                                      | ヒロミ     | 4回目    | 2019元日にてバラエティチームの一員として来園（結果は金貨6枚でドラマチームに敗北）。 大集合SPへの来園は今回が2回目。            | 7枚（敗北） |
| バラエティチーム | 「東大王」                                      | 山里亮太   | 2回目    | お笑いコンビ南海キャンディーズのメンバー。                                                                                     | 7枚（敗北） |
| バラエティチーム | 「この差って何ですか?」                         | 加藤浩次   | 4回目    | 2019元日にてバラエティチームの一員として来園（結果は金貨6枚でドラマチームに敗北）。 大集合SPへの来園は今回が2回目。            | 7枚（敗北） |
| バラエティチーム | 「この差って何ですか?」                         | 川田裕美   | 初来園   | | 7枚（敗北） |
| バラエティチーム | 「王様のブランチ」                              | 佐藤栞里   | 初来園   | | 7枚（敗北） |
| バラエティチーム | 「王様のブランチ」                              | 児嶋一哉   | 3回目    | お笑いコンビアンジャッシュのメンバー。                                                                                         | 7枚（敗北） |
| バラエティチーム | （※なし）                                       | 小峠英二   | 初来園   | お笑いコンビバイきんぐのメンバー。                                                                                             | 7枚（敗北） |
| バラエティチーム | （※なし）                                       | 藤田ニコル | 初来園   | | 7枚（敗北） |

## 2021新春
2021年1月3日(日)18:00 - 21:00に『関口宏の東京フレンドパーク2021 新春3ドラマ超豪華俳優大集結SP!!』として放送。石塚は日曜劇場、恵は火曜ドラマ、小林は金曜ドラマの応援団長を務めながら、実況・デモンストレーションも担当。同じゲームアトラクション番組の『VS魂』（フジテレビ）初回3時間スペシャルの裏番組として放送された。2021年1月3日の放送をもって特別番組も終了し、4年（『ムーブ』→『TFP2』時代を含めると28年3ヶ月）の歴史に幕を閉じることになった。

### アトラクション
1. ウォールクラッシュ
2. ネヴァーワイプアウト
3. デリソバエクストリーム
4. フラッシュザウルス
5. ストッパーキューブリッジ
6. フィジカルメール
7. アーケード9（ブローガンファイター、フローティングバルーン、シュリケンアタック、ビンゴトルネード、ピザキャッチャー、バナナシューター、フライングバーガー、スーパーダンク1on1、カメレオンアーミー）
8. ハイパーホッケー（金貨2枚）

今回のホンジャマカのコスチュームは昨年にデビューした9人組ガールズグループNiziUのMAKO（恵）と共同作業者のJ.Y.Park（石塚）。

### 来園者
ドラマチームに関してはそれぞれの座長の名前を太字で表記する。
| チーム                                   | 名前       | 来園回数 | 備考 | 金貨        |
| ---------------------------------------- | ---------- | -------- | --- | ----------- |
| 日曜劇場「天国と地獄〜サイコな2人〜」    | 綾瀬はるか | 5回目    | 2020元日にて「義母と娘のブルース 2020年謹賀新年スペシャル」チームのキャプテンとして来園。 大集合SPへの来園は今回が3回目。 | 8枚（2位）  |
| 日曜劇場「天国と地獄〜サイコな2人〜」    | 高橋一生   | 3回目    | 2019夏にて金曜ドラマ「凪のお暇」チームの一員として来園。 大集合SPへの来園は今回が3回目。                                  | 8枚（2位）  |
| 日曜劇場「天国と地獄〜サイコな2人〜」    | 北村一輝   | 2回目    | | 8枚（2位）  |
| 日曜劇場「天国と地獄〜サイコな2人〜」    | 柄本佑     | 初来園   | | 8枚（2位）  |
| 火曜ドラマ「オー!マイ・ボス!恋は別冊で」 | 上白石萌音 | 2回目    | 2020元日にて火曜ドラマ「恋はつづくよどこまでも」チームのキャプテンとして来園。 大集合SPへの来園は今回が2回目。            | 6枚（3位）  |
| 火曜ドラマ「オー!マイ・ボス!恋は別冊で」 | 菜々緒     | 2回目    | 2019秋にて金曜ドラマ「4分間のマリーゴールド」チームの一員として来園。 大集合SPへの来園は今回が2回目。                     | 6枚（3位）  |
| 火曜ドラマ「オー!マイ・ボス!恋は別冊で」 | 玉森裕太   | 初来園   | Kis-My-Ft2のメンバー。 | 6枚（3位）  |
| 火曜ドラマ「オー!マイ・ボス!恋は別冊で」 | 間宮祥太朗 | 初来園   | | 6枚（3位）  |
| 火曜ドラマ「オー!マイ・ボス!恋は別冊で」 | 亜生       | 初来園   | 兄弟コンビミキの弟。 菜々緒が左足の指を骨折の為、代わりの助っ人として参加。                                               | 6枚（3位）  |
| 金曜ドラマ「俺の家の話」                 | 長瀬智也   | 6回目    | 2017夏にて日曜劇場「ごめん、愛してる」チームのキャプテンとして来園。 大集合SPへの来園は今回が2回目。                      | 9枚（優勝） |
| 金曜ドラマ「俺の家の話」                 | 桐谷健太   | 5回目    | 2018新春にて火曜ドラマ「きみが心に棲みついた」チームの一員として来園。 大集合SPへの来園は今回が2回目。                    | 9枚（優勝） |
| 金曜ドラマ「俺の家の話」                 | 江口のりこ | 初来園   | | 9枚（優勝） |
| 金曜ドラマ「俺の家の話」                 | 道枝駿佑   | 初来園   | なにわ男子のメンバー。 | 9枚（優勝） |

## 出演者

### 総合司会
- 「支配人」 - 関口宏：全体の進行、ホイッスルでの合図、問題読み、アドバイス等を担当。
- 「副支配人」 - 渡辺正行 ：全体の進行、ゲームの進行、ルール説明、アドバイス等を担当。
  - ジャケットの色は冬と秋は赤、夏はピンク。

### 従業員
従業員は各アトラクションのデモンストレーションを担当する。
- ホンジャマカ（石塚英彦・恵俊彰）：ハイパーホッケーの対戦相手を担当。2019元日以降応援団長兼務。
- 小林豊（TBSテレビメディアビジネス局）[注 16]：『チュチュバスターズ』『デリソバエクストリーム』『ハイパーホッケー』実況を担当。2019夏・秋、2021正月は応援団長兼務。
- 西秋元喜：前説を担当。また、2018夏ではネヴァーワイプアウトのデモンストレーションをホンジャマカと神田れいみと担当。
- 神田れいみ：支配人への金貨の手渡しを担当。2017新春・夏、2018夏、2021正月に出演。
- 金野華子：〃 2017新春に出演。
- 中西萌：〃 2018新春に出演。
- 松村澪：〃 2019元日以降出演。
  - ジャケットの色は白。

### 変遷
|          | 支配人 | 副支配人 | デモンストレーター               | 実況   | 前説     | 女性                |
| -------- | ------ | -------- | -------------------------------- | ------ | -------- | ------------------- |
| 2017新春 | 関口宏 | 渡辺正行 | ホンジャマカ（石塚英彦・恵俊彰） | 小林豊 | 西秋元喜 | 神田れいみ 金野華子 |
| 2017夏   | 関口宏 | 渡辺正行 | ホンジャマカ（石塚英彦・恵俊彰） | 小林豊 | 西秋元喜 | 神田れいみ          |
| 2018新春 | 関口宏 | 渡辺正行 | ホンジャマカ（石塚英彦・恵俊彰） | 小林豊 | 西秋元喜 | 中西萌              |
| 2018夏   | 関口宏 | 渡辺正行 | ホンジャマカ（石塚英彦・恵俊彰） | 小林豊 | 西秋元喜 | 神田れいみ          |
| 2019元日 | 関口宏 | 渡辺正行 | ホンジャマカ（石塚英彦・恵俊彰） | 小林豊 | 西秋元喜 | 松村澪              |
| 2019夏   | 関口宏 | 渡辺正行 | ホンジャマカ（石塚英彦・恵俊彰） | 小林豊 | 西秋元喜 | 松村澪              |
| 2019秋   | 関口宏 | 渡辺正行 | ホンジャマカ（石塚英彦・恵俊彰） | 小林豊 | 西秋元喜 | 松村澪              |
| 2020元日 | 関口宏 | 渡辺正行 | ホンジャマカ（石塚英彦・恵俊彰） | 小林豊 | 西秋元喜 | 松村澪              |
| 2021正月 | 関口宏 | 渡辺正行 | ホンジャマカ（石塚英彦・恵俊彰） | 小林豊 | 西秋元喜 | 神田れいみ 松村澪   |

## スタッフ
2021正月
- 構成 : 原すすむ、恒川省三、矢野了平
- ナレーター : 真地勇志、小林豊
- TM : 山下直
- TD : 寺尾昭彦（2017夏はカメラ）
- カメラ : 山本竜也
- VE : 對間敏文
- 音声 : 朝日拓郎
- 照明 : 半田圭
- 音効 : 新谷隆生
- 楽器 : 高井啓光
- 編集 : 小川義也、佐々木正和
- MA : 菅野雅登
- ゲーム製作 : 渋谷聡、大見昭、藤本弘範、小林直人
- 美術プロデューサー : 澁谷政史
- 美術デザイン : 金子靖明
- 美術制作 : 三枝善治郎
- 装置 : 鈴木匡人
- 操作 : 山本晃靖
- 電飾 : 田谷尚教
- 特殊装置 : 戸田秀由
- 装飾 : 田村健二（治）
- 持道具 : 岩本美徳
- スタイリスト : おおえひろあき（関口宏担当）
- 衣装 : 岡崎貴子
- メイク : 田中智子
- 感染対策監修・指導 : 嘉糠洋陸（東京慈恵会医科大学）
- 編成 : 青木伸介
- 宣伝 : 小谷有美、竹井英俊
- リサーチ : 千田真
- TK : 田中理奈子
- デスク : 松﨑(崎)由美
- 公開担当 : 松元裕二、橋本祐太、中恒雄稀
- AD : 中武美緒、瀬川真央 / 広重衣織、伊東春香、河野昌美、伊庭智美
- 制作進行 : 中武絵利（2018新春はAD）
- AP : 鈴木愛子、荒井美妃、向恵利香 / 吉田弓恵
- フロアディレクター : 阿部義彦（2019夏はディレクター）
- フロアスタッフ : 岩崎ゆかり（2020元日はフロアディレクター）
- ディレクター : 宮田智久、流郷敏隆、南ひいろ、坂口英雄、藤井美音
- ゲームディレクター : 杉山貴久（2019秋まではディレクター）
- 演出 : 高市輝久（2019秋まではディレクター）
- 担当プロデューサー : 大松雅和、井上整（共に2020元日はプロデューサー、大松→2019夏までは総合演出、井上→2018夏は演出）
- チーフプロデューサー : 石黒光典（2018夏,2019秋,2020元日はMP、2019夏はプロデューサー）
- プロデューサー・総合演出 : 成田雅仁（2019夏は演出）
- 製作著作 : TBS

### 過去のスタッフ
2017新春
- 音声 : 小澤義春
- 操作 : 山本晃靖
- 宣伝 : 眞鍋武
- リサーチ : ビスポ、フォーミュレーション
- AD : 河野昌美、山本敦美、桜井佑莉、由良朋子
- AP : 橋本美和、好田康智、水上智栄子
- ディレクター : 高山和也、田口雅治、河本誠司

2017夏
- TM : 長谷川晃司
- TD : 丹野至之
- 音声 : 森和哉
- 照明 : 高木亘
- 美術デザイン : 藤井豊
- 操作 : 牧ケ谷純二
- 持道具 : 宮路あさみ
- 宣伝 : 筧哲一
- AD : 谷掛隼大、横山聡美
- AP : 古川亜希子
- ディレクター : 飯塚一志、中山暢浩

2018新春
- 構成 : 片岡章博
- TM : 長谷川晃司
- カメラ : 早川征典
- 音声 : 小澤義春
- 音楽 : 大森俊之
- ゲーム製作 : 大見昭
- CG : たかくらかずき
- 持道具 : 下岸美香
- 宣伝 : 小泉美香
- MP : 中川通成
- AD : 広重衣織
- ディレクター : 照井有

2018夏
- VE : 藤本剛
- 音楽データ製作 : 柳澤(沢)一邦
- CG : ぴーたん
- 宣伝 : 筧哲一
- AD : 中野瑞保
- ディレクター : 中山暢浩

2019元日
- 構成 : 木野聡
- VE : 高橋康弘
- CG : たかくらかずき
- メイク : 田中智子
- データ放送 : 勝又隆行、渡辺潤
- 編成 : 高橋正尚
- 宣伝 : 清水由花
- リサーチ : 中原太一
- AD : 大本澪
- AP : 好田康智
- ディレクター : 小栗涼、高山和也、大城慶太
- 演出 : 平野亮一

2019夏
- 構成 : 矢野了平
- カメラ : 山本竜也
- 編集 : 小川義也
- CG : 大隅良太郎
- メイク : 清田恵子
- AD : 小林瑞季、都築桃子
- ディレクター : 阿部義彦
- プロデューサー : 金原将公

2019秋
- カメラ : 宮下政人
- VE : 鈴木昭平
- 編集 : 新井直樹
- CG : ぴーたん、グレートインターナショナル
- 編成 : 加藤丈博、佐藤美紀
- AD : 畠山彩月、足羽梨奈、堂本燎
- プロデューサー : 田村恵里

2020元日
- VE : 生田史織
- 音声 : 小岩英樹
- 編集 : 岡崎幸菜
- MA : 横田良孝
- 美術プロデューサー : 中西忠司
- 美術制作 : 渡邊秀和
- メイク : 大桶恭子
- 宣伝 : 眞鍋武
- AD : 伊藤渚 / 大野莉奈、三原千京、小林瑞季
- フロアディレクター : 大城慶太 / 高山和也
- ディレクター : 大内優介
- プロデューサー : 金原将公

## ネット局
| 放送対象地域   | 放送局                    | 系列    | ネット状況 |
| -------------- | ------------------------- | ------- | ---------- |
| 関東広域圏     | TBSテレビ（TBS）          | TBS系列 | 【制作局】 |
| 北海道         | 北海道放送（HBC）         | TBS系列 | 同時ネット |
| 青森県         | 青森テレビ（ATV）         | TBS系列 | 同時ネット |
| 岩手県         | IBC岩手放送（IBC）        | TBS系列 | 同時ネット |
| 宮城県         | 東北放送（tbc）           | TBS系列 | 同時ネット |
| 山形県         | テレビユー山形（TUY）     | TBS系列 | 同時ネット |
| 福島県         | テレビユー福島（TUF）     | TBS系列 | 同時ネット |
| 山梨県         | テレビ山梨（UTY）         | TBS系列 | 同時ネット |
| 長野県         | 信越放送（SBC）           | TBS系列 | 同時ネット |
| 新潟県         | 新潟放送（BSN）           | TBS系列 | 同時ネット |
| 静岡県         | 静岡放送（SBS）           | TBS系列 | 同時ネット |
| 富山県         | チューリップテレビ（TUT） | TBS系列 | 同時ネット |
| 石川県         | 北陸放送（MRO）           | TBS系列 | 同時ネット |
| 中京広域圏     | CBCテレビ（CBC）          | TBS系列 | 同時ネット |
| 近畿広域圏     | 毎日放送（MBS）           | TBS系列 | 同時ネット |
| 鳥取県・島根県 | 山陰放送（BSS）           | TBS系列 | 同時ネット |
| 岡山県・香川県 | RSK山陽放送（RSK）        | TBS系列 | 同時ネット |
| 広島県         | 中国放送（RCC）           | TBS系列 | 同時ネット |
| 山口県         | テレビ山口（tys）         | TBS系列 | 同時ネット |
| 愛媛県         | あいテレビ（itv）         | TBS系列 | 同時ネット |
| 高知県         | テレビ高知（KUTV）        | TBS系列 | 同時ネット |
| 福岡県         | RKB毎日放送（rkb）        | TBS系列 | 同時ネット |
| 長崎県         | 長崎放送（NBC）           | TBS系列 | 同時ネット |
| 熊本県         | 熊本放送（RKK）           | TBS系列 | 同時ネット |
| 大分県         | 大分放送（OBS）           | TBS系列 | 同時ネット |
| 宮崎県         | 宮崎放送（mrt）           | TBS系列 | 同時ネット |
| 鹿児島県       | 南日本放送（MBC）         | TBS系列 | 同時ネット |
| 沖縄県         | 琉球放送（RBC）           | TBS系列 | 同時ネット |